# Weerwolf
Een weerwolf of lykantroop is een mythologische figuur die vooral in de Europese folklore voorkomt. Het gaat daarbij om een mens die 's nachts in een wolf verandert. De doelen van een weerwolf zijn doorgaans het verslinden van mensen en dieren, maar dit is niet altijd het geval. De gedaanteverandering is in sommige verhalen vrijwillig, in andere tegen de wil van de betrokkene. De mythe van de weerwolf is onderwerp van talrijke horrorverhalen en -films.
Het geloof in weerwolven is verspreid over de hele wereld en net als bij de vampier is het hedendaagse beeld grotendeels bepaald door de vermaaksindustrie. In de meeste gevallen zijn weerwolven in hun wolfgedaante woeste monsters die dieren, mensen of lijken verscheuren vooraleer tot hun menselijke vorm terug te keren. De transformatie van mens tot wolf vindt in de meeste verhalen plaats bij volle maan, hoewel hier ook geregeld op gevarieerd wordt. Aan weerwolven wordt bovenmenselijke kracht en sterk ontwikkelde zintuigen toegeschreven.
De psychiatrische conditie waarbij iemand gelooft dat hij een wolf is, is bekend onder de naam lycantropie.

## Etymologie en herkomst
Het woord stamt van het Oergermaanse *wera-wulfa. Wera betekende "man" (zie ook weergeld en wereld: *wera-aldi = "manoud"; wera is ook verwant met het Latijnse vir: "man") en wulfa "wolf". Een weerwolf is dus een manwolf. Andere bronnen leiden het woord af van "warg-wolf", waar "warg" (later werg of wero) verwant is met het Oudnoorse "vargr" dat schelm of bandiet betekent of, eufemistisch gebruikt, 'wolf'.

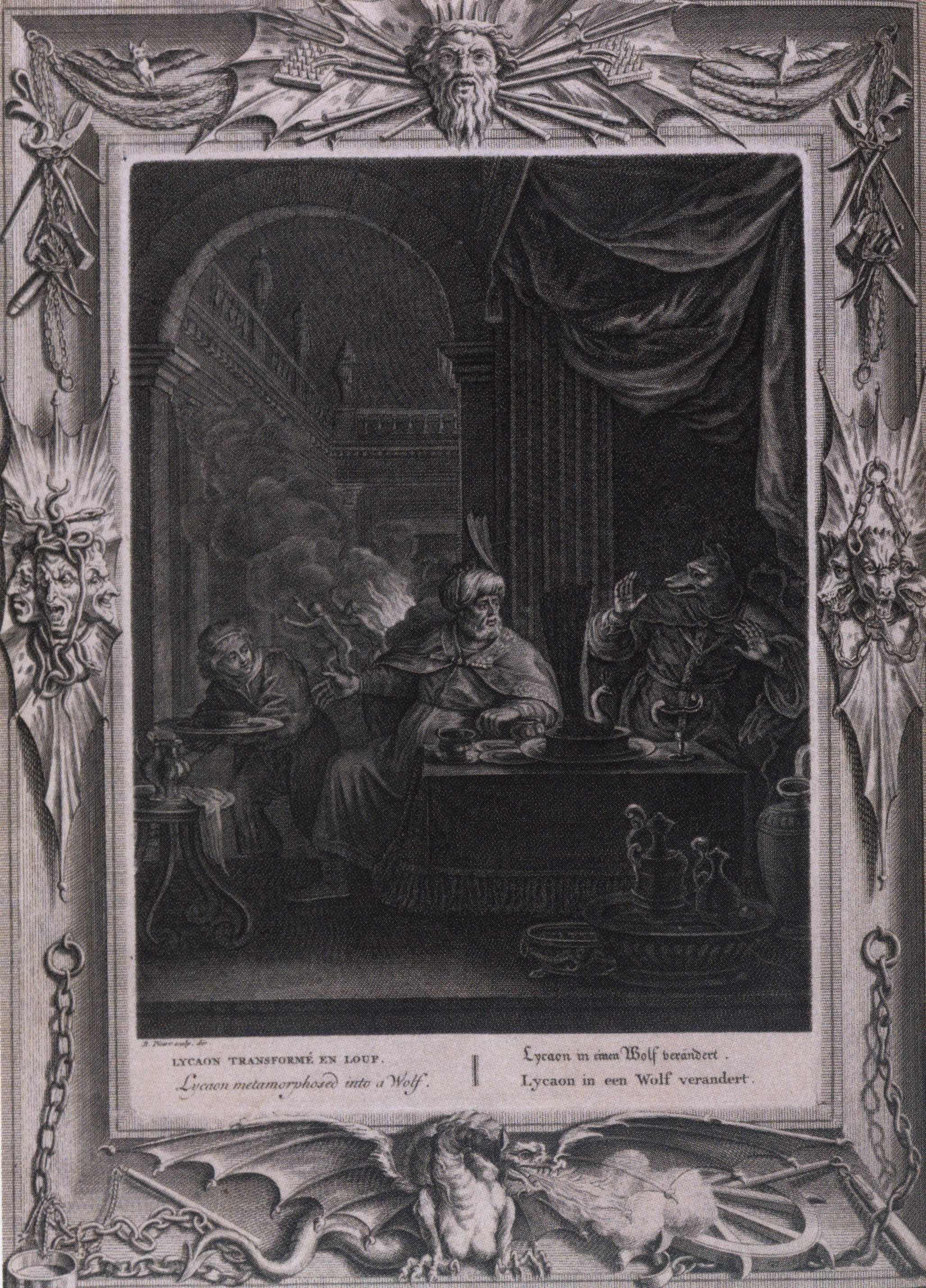
Mythe van Lycaon

## Geschiedenis

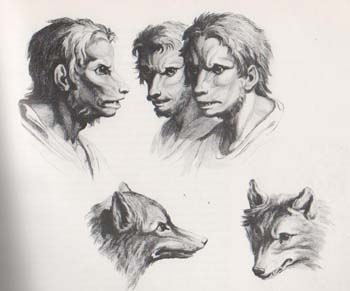
Loup-garou, 1806

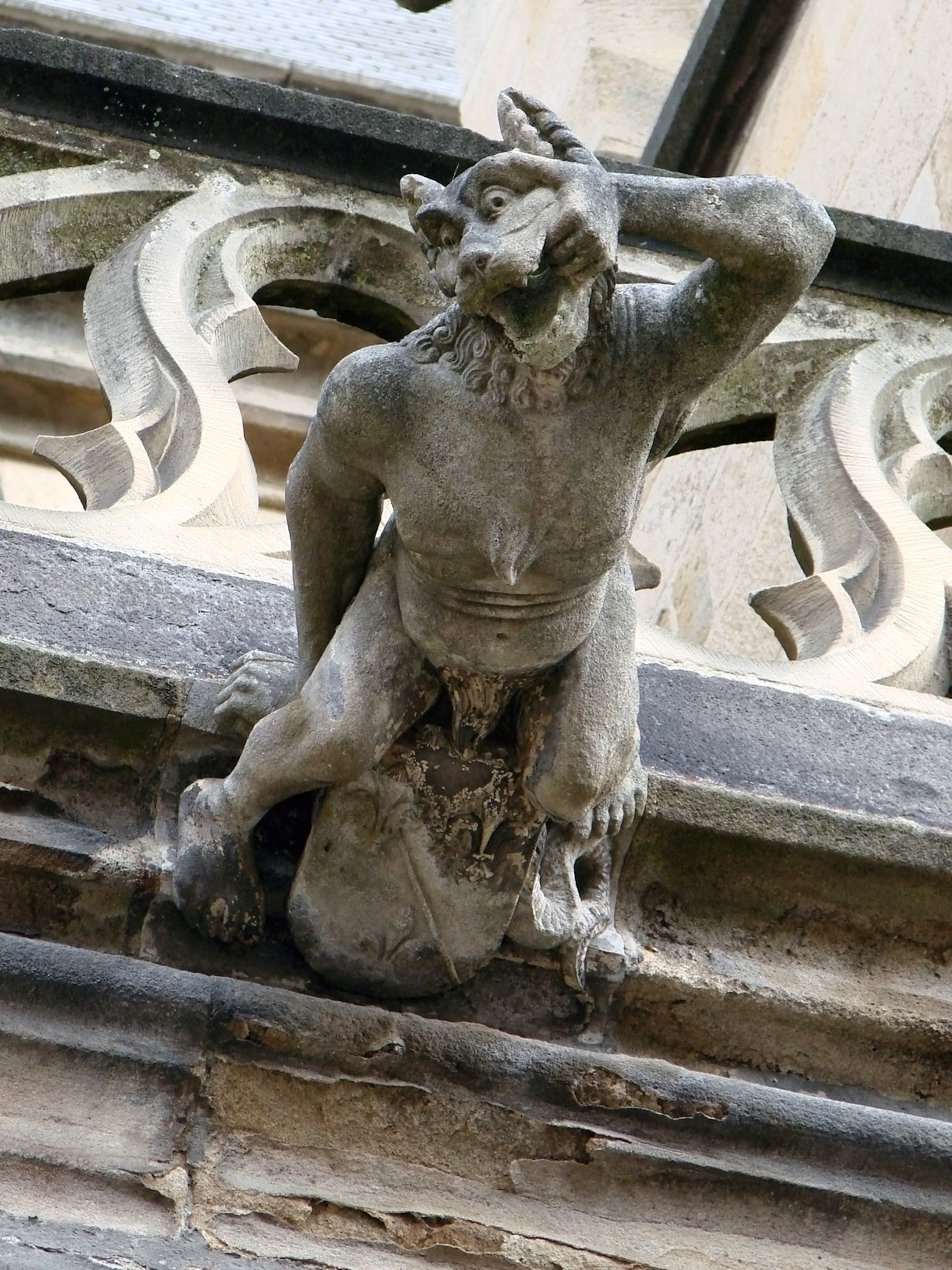
Gargouille op de kathedraal van Moulins

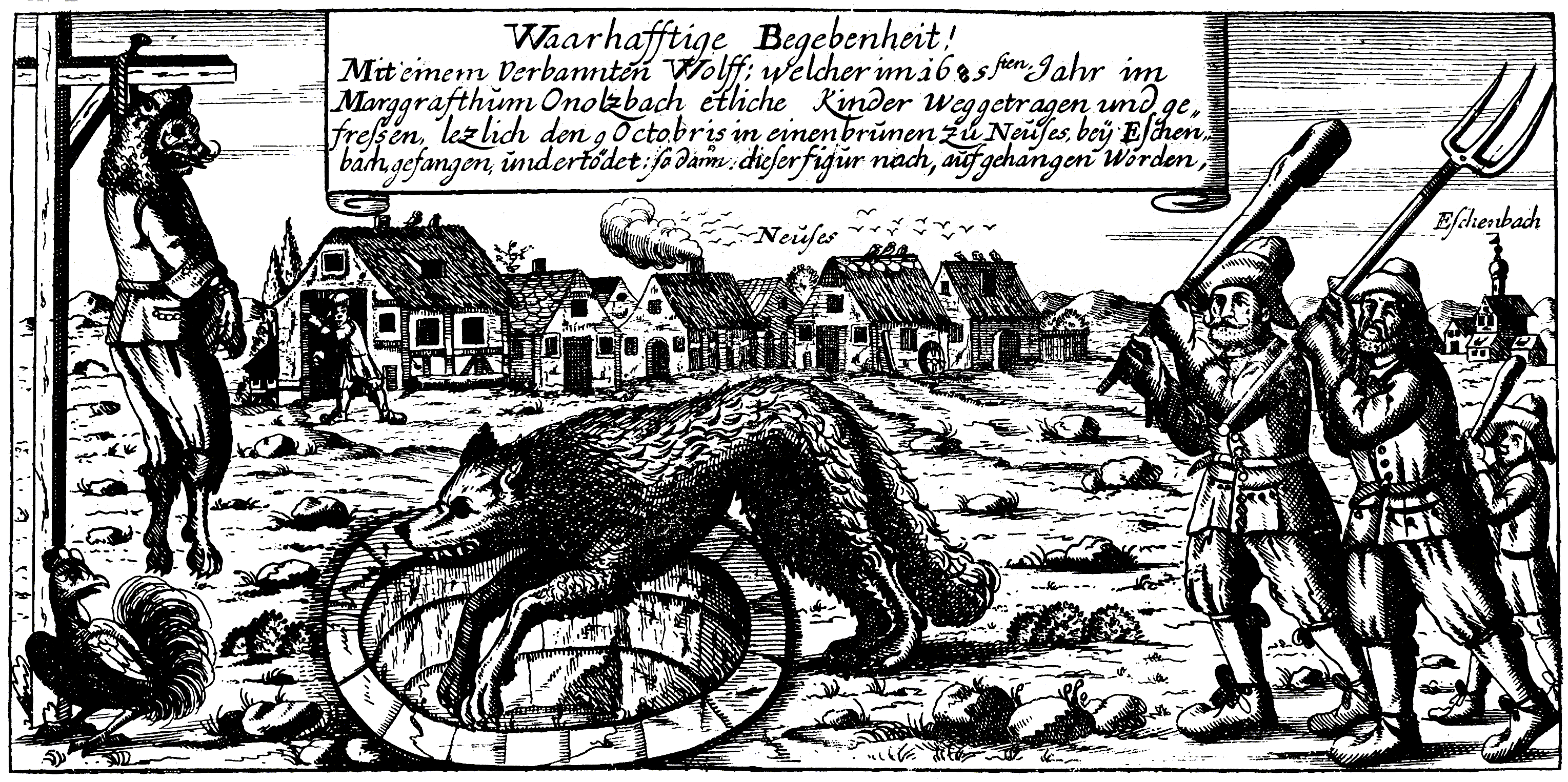
De jacht op, en tentoonstelling op het galgenveld van, de weerwolf van Ansbach, ca. 1685

Een van de oudst bekende verhalen is dat van Lycaon uit de Griekse mythologie. Volgens een van de versies zou Lycaon door de oppergod Zeus in een wolf zijn veranderd toen hij Zeus een maaltijd van mensenvlees voorzette. Plinius vertelt ons het verhaal van een man uit de familie van Antaeus die, door het lot uitgekozen, naar een meer in Arcadia werd gebracht, zijn kleren aan een es hing en het meer overzwom. Dit had tot gevolg dat hij veranderde in een wolf en in die gedaante zwierf hij negen jaar rond. Indien hij na die tijd geen mens had aangevallen, mocht hij het meer terug overzwemmen en zijn mensengedaante terug aannemen.
In de Grimnismal, het lied van Grimner (Odin), wordt Walhalla beschreven als omringd door de gracht Tund ('rivier van vuur'), bewaakt door de weerwolf Tjodvitner, die in de rivier naar mensen(zielen) viste.
Herodotus (IV, 105) vertelt ons dat de Neuri, een stam uit Oost-Europa, jaarlijks voor enkele dagen veranderde in wolven en ook Vergilius (Eclogae, VIII 98) is vertrouwd met de transformatie van mens tot wolf.
In het bijzonder het Frankrijk van de 16e eeuw leek gebukt te gaan onder een 'besmetting' door weerwolven, getuige het grote aantal rechtszaken over personen die ervan verdacht werden een weerwolf te zijn. In sommige gevallen, zoals dat van de familie Gandillon in de Jura, de kleermaker van Châlons en Roulet in Angers (allen uit het jaar 1598) werd bewijs geleverd van moord en kannibalisme, maar niet van associatie met wolven. In andere gevallen, zoals dat van Gilles Garnier in Dôle in 1573, was er bewijs voor het bestaan van een wolf zonder dat die in verband kon worden gebracht met de beschuldigde. Een onverklaarbaar fenomeen bij al deze rechtszaken was de bereidheid van de beschuldigden om niet alleen te bekennen, maar ook om details te geven over de metamorfose zelf. In 1603, op het hoogtepunt van deze lycantropiekoorts werd in het geval van Jean Grenier te Bordeaux geoordeeld dat lycantropie niets meer was dan een waanvoorstelling. Vanaf dan werd de 'loup-garou' niet langer beschouwd als een gevaarlijke ketter en viel terug op de eerdere, voorchristelijke voorstelling van 'de man-wolf-vijand', die nog steeds zo voortleeft onder de Franse plattelandsbevolking.
Ook in de Nederlanden vonden in de late 16e en in de 17e eeuw verschillende weerwolfprocessen plaats (in Bonheiden, Luik, Lier, Limbourg, Maaseik, Mechelen, Namen, Ooike, Zingem en Utrecht). Weerwolverij werd beschouwd als een bijzondere vorm van hekserij en de vervolging ervan was mee ingegeven door de vrees voor wolven.
In Pruisen, Lijfland en Litouwen richtten – volgens de bisschoppen Claus Magnus en Majolus – weerwolven tijdens de 16e eeuw veel meer leed aan dan gewone, natuurlijke wolven.
In Engeland, waar aan het begin van de 17e eeuw onder de regering van Jacobus I nog ijverig aan heksenvervolging werd gedaan, was de wolf al lang uitgestorven. Daardoor kon de monarch zelf met beslistheid verklaren dat een weerwolf iemand was die leed aan een waandenkbeeld "warwoolfes" as victims of delusion induced by a naturall superabundance of melancholie". Kleinere wezens zoals katten, wezels en hazen (witch-animals) kwamen daarentegen wel in aanmerking als dieren waarin de heks of tovenaar zichzelf kon veranderen.
De Gulyabani is een soort weerwolf uit de Azerbeidzjaanse folklore.

## Weerwolf in volksgeloof
Voorbeeld van een weerwolfverhaal:

Op de achterste boerenhoeve woonde een boer met een knecht. De knecht was een weerwolf en vrijde met een meisje uit de buurt. Hij liep met haar terug naar huis en kreeg de drang een weerwolf te worden. Hij gaf zijn zakdoek aan haar en stuurde haar alleen naar huis. Hij vertelde nog dat ze deze zakdoek moest gooien naar een grote hond, als ze aangevallen werd. Het meisje gooit de zakdoek naar de grote hond en deze bijt hem kapot. Hij verandert weer in een mens. Ze gaat snel naar huis en de knecht komt ook eten. Ze zien stukjes van de zakdoek tussen zijn tanden en later is de riem verbrand in de oven. De knecht wilde ook de oven inlopen, maar men kon hem tegenhouden. De macht werd verbroken en de knecht was voorgoed van de weerwolverij af.

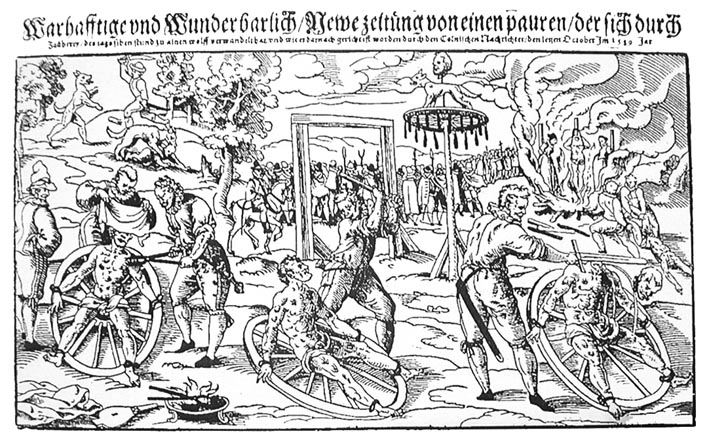
Terechtstelling van weerwolf Peter Stump te Bedburg nabij Keulen (1589)

Mogelijk zit er achter het volksgeloof in weerwolven de ervaringen met verschillende ziektes en aandoeningen.
- Ten eerste kan hypertrichose in de meest extreme gevallen haargroei over het hele lichaam (tot in het gelaat) veroorzaken (weerwolfsyndroom), zoals bij Stephan Bibrowski.
- De tweede ziekte is bekender: rabiës oftewel hondsdolheid. De lijder wordt besmet door de beet van een hondsdol dier (dit kan een hond, vleermuis of wolf zijn), en zal in het terminale stadium aanvallen van razernij krijgen, waarbij het schuim op de mond staat. Hoogstwaarschijnlijk is met name uit de ervaring hiermee de mythe van de weerwolf ontstaan.
- Een derde mogelijkheid is een psychische aandoening die klinische lycantropie wordt genoemd.

Toch zijn er ook tal van gevallen bekend waarbij mensen bij wijze van grap zelf voor weerwolf gingen spelen. In zeldzame gevallen zelfs met slechte afloop. In Wange werd – volgens een plaatselijk verhaal – een man vrijwel dagelijks besprongen door een weerwolf. Op aanraden van zijn vrienden had hij een bijl meegenomen waarmee hij de weerwolf neersloeg. De volgende dag bleek een jongeman uit het dorp vermoord.
Van de in Europa beschreven gevallen van metamorfose komt de verandering in de gedaante van een wolf het meest voor. Weerwolfverhalen komen onder meer voor in Engeland, Wales, Ierland, Zuid-Frankrijk, Duitsland, Litouwen, Bulgarije, Servië, Bohemen, Polen en Rusland. Alleen in Denemarken, Zweden, Noorwegen en IJsland komen ook soortgelijke verhalen over beren voor. In het klassieke Europese volksgeloof is de weerwolf een mens die elke nacht kan veranderen in een wolf of een ander dier. Onder invloed van o.a. de heksenvervolging is ook het geloof in de weerwolf gesataniseerd, dat wil zeggen; in verband gebracht met de duivel. De weerwolf zou net als de heks een persoon zijn die een pact met de duivel heeft gesloten. In tal van verhalen bezorgt de duivel aan een jongeman een wolvenvel of "riem" (van wolfshuid) die hij elke nacht moet omgorden. Verlossing kan enkel door de riem of het wolfsvel te verbranden in de haard. Men moet daarbij de "jongeman-weerwolf" vastbinden of in bedwang houden, zo niet is hij geneigd om mee in het vuur te springen.
Er zijn weerwolfverhalen bekend uit Loosbroek en Vught. In sommige verhalen wordt een verband gelegd met de beeldwit.
Weerwolven zijn de tegenhangers van heksen. De ziel van een mens kon een tijdlang de gedaante van een wolf aannemen. Men schreef deze gedaanteverwisseling vaak toe aan de zevende zoon in een gezin.
De wolfsangel wordt door sommigen aangezien voor een weerwolfsymbool.

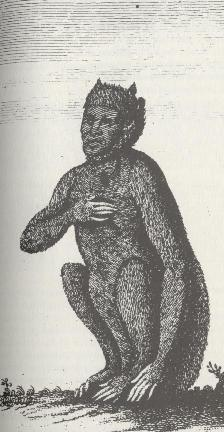
De weertijger

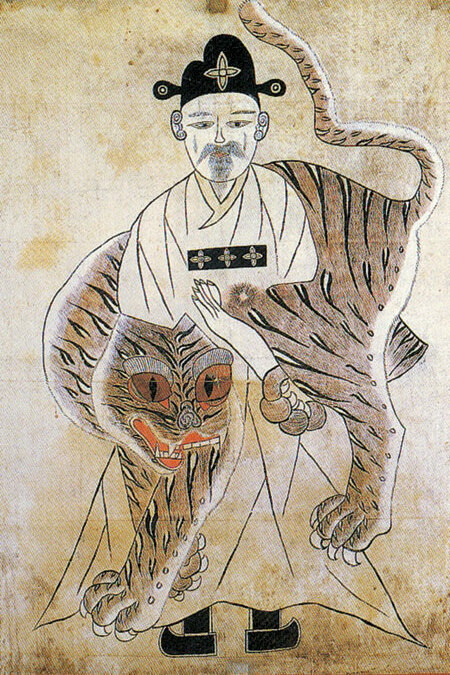
Sjamanisme

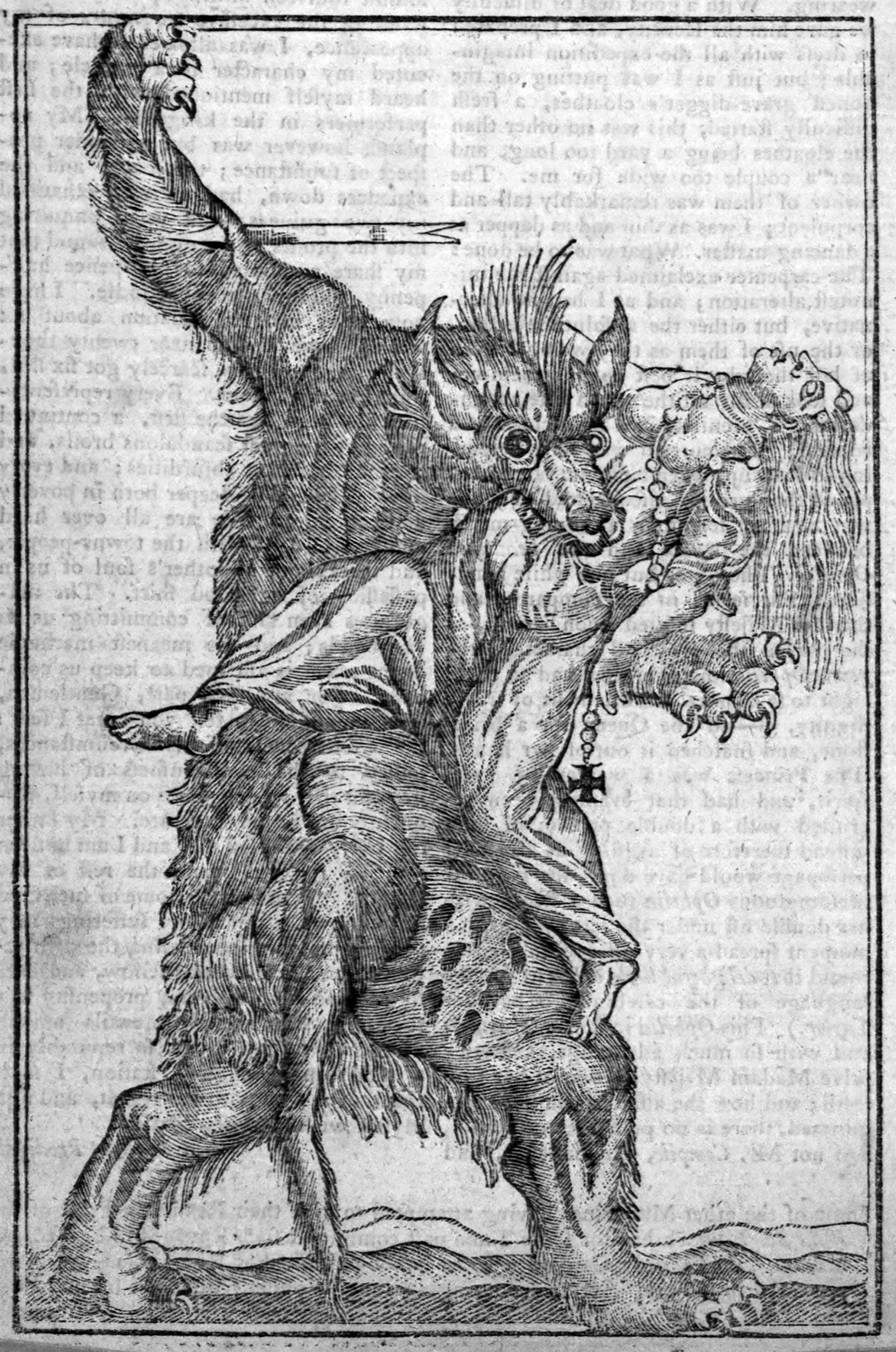
Loup-garou, 18e eeuw

## Weerwolf in film en andere media
Het hedendaagse beeld dat men van weerwolven heeft is voor een groot deel bepaald door de film en de recente weerwolfverhalen. Deze voegden een aantal elementen toe aan de weerwolf die niet stroken met het klassieke volksgeloof. Vooral de films Werewolf of London uit 1935 en The Wolf Man uit 1941 hebben hier sterk aan bijgedragen. De weerwolf wordt in films gebruikt als symbolisatie van het dierlijke in de mens en dat maakt hem zo aantrekkelijk als onderwerp.
Een van de bekendste elementen die door de filmindustrie is toegevoegd aan de weerwolf is het idee dat de overgang van mens naar wolf niet vrijwillig zou geschieden maar plaats zou vinden op vaste tijden (veelal bij volle maan, soms aangevuld met een paar dagen daarvoor of daarna). In oorspronkelijke verhalen kon een weerwolf elke nacht veranderen, echter bij volle maan waren de krachten soms sterker.
Een ander element dat door de filmindustrie is geïntroduceerd is het idee dat weerwolven niet tegen zilver zouden kunnen. Dit verzengt ze als ze ermee in contact komen en slechts met een zilveren wapen (meestal een kogel) kan de weerwolf worden gedood, terwijl normale wapens geen tot weinig effect hebben.
Een derde element dat door de films is toegevoegd is dat mensen die door weerwolven worden gebeten maar dit overleven, zelf veranderen in weerwolven.

## Achtergrond

### De transformatie
In volksverhalen konden weerwolven vaak veranderen van vorm wanneer ze willen. In films en horrorverhalen vindt de transformatie meestal tegen iemands wil plaats, doorgaans met volle maan plus een of meer avonden daarvoor en daarna. De transformatie is doorgaans zeer pijnlijk:
- De beenderen van de weerwolf breken, groeien en helen.
- De spieren passen zich aan aan het nieuwe skelet.
- De organen passen zich zo aan dat zij kunnen functioneren voor het nieuwe lijf.
- De weerwolf krijgt een volledige vacht.

De transformatie duurt volgens deze verhalen 20 minuten tot anderhalf uur, maar soms ook tot zonsopkomst. De transformatie kost zeer veel energie. Daarom zal de weerwolf na zijn transformatie zeer hongerig zijn en zich alleen willen voeden met vlees. Nadat de weerwolf zich eenmaal gevoed heeft, zal hij gaan drinken, om vervolgens te gaan slapen. In zijn slaap zal de weerwolf weer terugkeren in zijn menselijke gedaante.
De volle maan is niet altijd een bepalende factor bij de transformatie. In sommige gevallen kan de verandering ook plaatsvinden bij het optreden van hevige emoties, met name woede of lust, of door bewuste magie van de weerwolf zelf of van een tovenaar die van iemand een weerwolf maakt door een vloek. Verder zijn er ook weerwolven die geheel vrijwillig kunnen veranderen, wanneer ze dat maar willen.

### Een weerwolf worden
In zowel volksgeloof als moderne media komen de volgende methoden naar voren om een weerwolf te worden:
- Gebeten worden door een weerwolf en het overleven: veruit de bekendste methode.
- Het afleggen van de kleren, in het bijzonder een gordel van mensenhuid of het aandoen van een gordel, gemaakt van de huid van het dier waar men naar wil transformeren. Dit kan gezien worden als een substituut voor het aantrekken van de hele dierenhuid – wat ook vaak voorkomt.
- Het insmeren van de huid met een magische zalf[9] (zie ook Heksenzalf). Dit veroorzaakt een trance en gebruikers vertellen soms in een dier veranderd te zijn.
- Het drinken van water uit de voetafdruk van een wolf (of ander dier dat men wil worden).
- Het eten van de hersenen van het dier.
- Het drinken uit betoverde stromen (vergelijk met de transformatie van Broertje in een ree in Broertje en zusje; het water zegt ook de drinker in een wolf of tijger te veranderen).
- Erfelijkheid: in sommige verhalen is het weerwolf worden iets genetisch dat van ouder op kind wordt doorgegeven.

### Uiterlijk
Over hoe een weerwolf eruitziet, bestaan tal van interpretaties. De vier meest gebruikelijke zijn:
Gewone wolfHierbij is qua uiterlijk geen verschil te zien tussen een echte wolf en een weerwolf. Dit is een van de minst gebruikte varianten.
Extra grote wolfHierbij ziet de weerwolf eruit als een uitzonderlijk grote en sterke variant op de normale wolf. Deze versie komt onder andere voor in de Suske en Wiske-strip Volle maan en de Amerikaanse filmreeks Twilight. Ook wordt het in de film Red Riding Hood gebruikt, en in de series Teen Wolf en The Vampire Diaries.
Antropomorfe wolfHierbij kan de weerwolf nog gewoon rechtop lopen als een mens, maar heeft wel een wolvenkop en andere wolfkenmerken zoals een staart en klauwen. Dit is een van de meest gebruikte varianten, en komt onder andere voor in de films Van Helsing en Bad Moon.
BeestmensDit is feitelijk een mens met extra veel lichaamsbeharing, langere nagels en een wolfachtig gebit, maar verder een nog gewoon menselijk uiterlijk. Deze variant komt onder andere voor in de serie Big Wolf on Campus. Deze wordt ook nog in de film The Wolfman en de serie Teen Wolf toegepast en is ook te zien in het computerspel De Sims 3: Bovennatuurlijk.

### Zwakte
De bekendste zwakte van een weerwolf is zilver, hoewel dit een relatief nieuwe toevoeging is aan de weerwolfverhalen. De film The Wolf Man uit 1941 was een van de eerste die gebruik maakte van deze zwakheid, en sindsdien is het een vast element in de weerwolfverhalen geworden.
Wijwater, gewijde kogels en blauwe monnikskap kunnen een lupin tegenhouden.

### Gedrag
De weerwolf in de moderne vermaaksindustrie wordt vaak neergezet als een woest, nietsontziend beest. Hij is niet meer in staat als mens te denken maar wordt puur gedreven door een dierlijk instinct en een drang om te doden.
De weerwolf uit het volksgeloof is echter niet altijd zo gevaarlijk als het uit recente films en boeken blijkt. Zo zijn ze in volksverhalen niet altijd uit op het doden van mensen. Er zijn verhalen waarin de weerwolf in plaats daarvan hetzelfde gedrag vertoont als de waterduivel Kludde; hij springt op de rug van toevallige voorbijgangers en geeft hun de opdracht hem te dragen. Ook de Ossaert wordt wel beschreven als zwart monster met enorme klauwen en rode ogen (een hellehond). In sommige Brabantse sagen verschijnt de plaaggeest Flodder als een grote, zwarte hond.
Tevens bestaan er variaties van weerwolven die wel in staat blijven om als mens te denken. Ze zijn zich dus bewust van hun handelen en kunnen in sommige gevallen zelfs nog praten als een mens. Dit kan bijvoorbeeld door het gebruik van wolfsworteldrank of als de weerwolf een wolfsvel of gordel draagt.

## Bekende verhalen
Er zijn bekende weerwolfverhalen, verspreid over de wereld.
- Beast of Bray Road, de serie Monster Quest besteedt hier een aflevering aan.
- Loup-garou is de weerwolf uit Frankrijk. Het bekendste verhaal is Bisclavret uit de lais van Marie de France (ca. 1200).
- Beest van Gévaudan, een weerwolf uit Frankrijk, de film La bête du Gévaudan is hierop gebaseerd. Zie ook Le pacte des loups.
- Cynocefaal, de mythologische hondkoppige.
- Damarchus uit de Griekse mythologie zou zichzelf omgetoverd hebben tot wolf.
- Vârcolac en Pricolici, weerwolven uit de Roemeense folklore.
- De Amerikaanse Shunka Warakin lijkt op een wolf of hyena, de Indianen beschreven dit dier als enorm.
- Weerwolf Priester, een broodjeaapverhaal (komt al voor sinds de 12e eeuw) waar Silver Bullet op is gebaseerd.
- Wilkolak, een weerwolf uit de Slavische mythologie.
- Wolf van Maagdenburg, een bekend volksverhaal.
- Wulver, deze weerwolf van de Shetlandeilanden viel mensen niet lastig.
- Zieleneter, een weerwolffiguur uit Nigeria en Niger.
- Vulkodlak, in de mythologie uit de Balkan en Hongarije is deze figuur een weerwolf en vampier in een.
- Jé-rouges, uit Haïti proberen veel weerwolven te maken, door mensen te infecteren.
- Wepwawet, Oepoeaoet of Upuaut, uit de Egyptische mythologie. Zijn cultusplaats lag in de plaats Lycopolis.
- In Het verhaal van Schele Guurte arriveren Berend met de honden en Derk met de beer op kerstavond met de Wilde Jacht.
- In Iran is de haumavarka (somawolf) bekend.
- Sir Marrok werd door zijn echtgenote zeven jaar lang in een weerwolf veranderd, zie ook Orde van de Ronde Tafel.

## Populaire cultuur

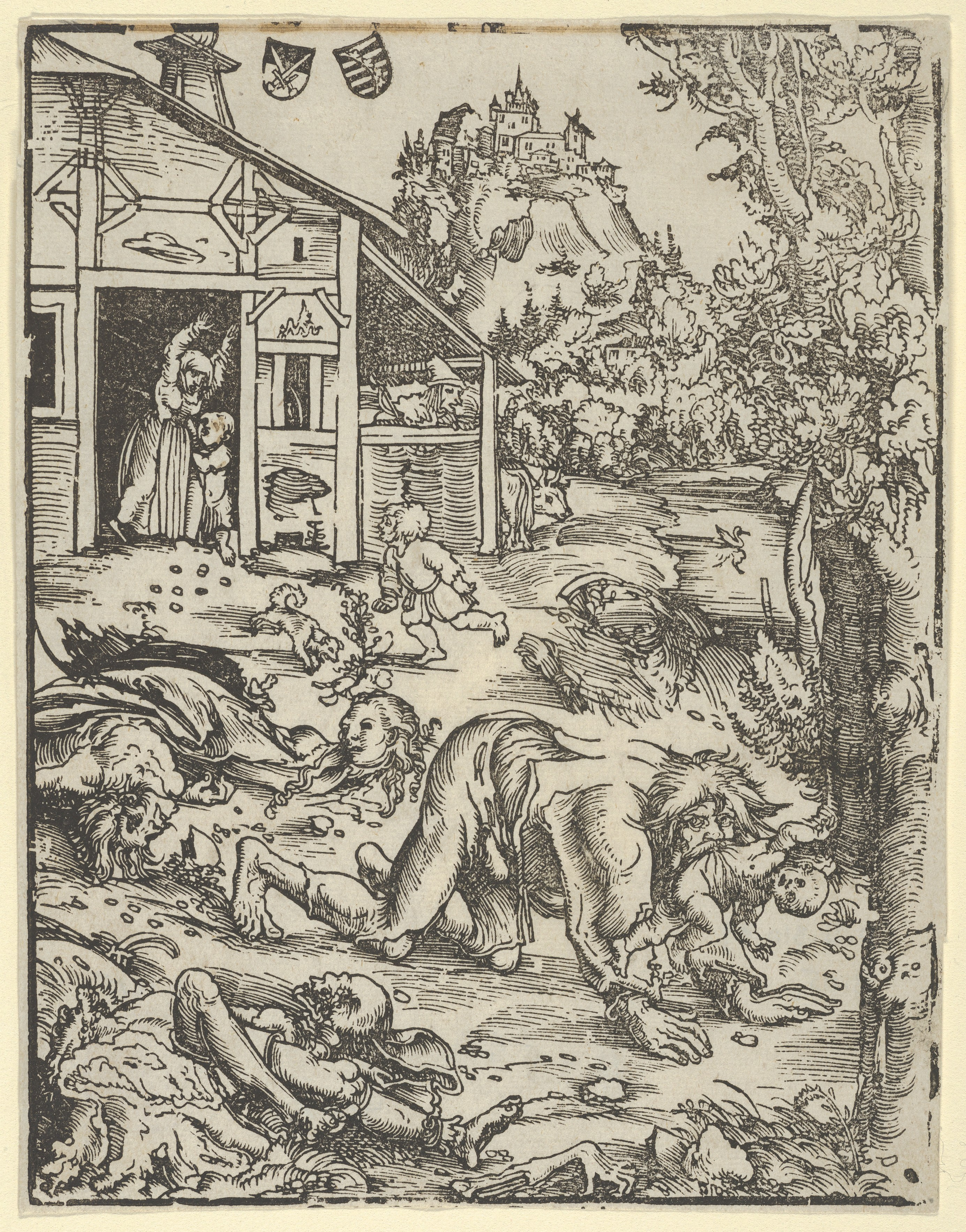
Weerwolf op een prent van Lucas Cranach de Oude uit 1512

Ook in recente tijden verschijnt nog altijd fictie over de weerwolf.
- De weerwolf is onderwerp van zeer veel boeken en griezelfilms (voorbeelden zijn Silver Bullet en Cycle of the Werewolf van Stephen King, Werewolf (1996), An American Werewolf in London en An American Werewolf in Paris), The Company of Wolves (1984), Dog Soldiers (2002); ook zijn er al parodiefilms op griezelfilms verschenen (I Was a Teenage Werewolf). In de Britse animatiefilm The Curse of the Were-Rabbit van Wallace & Gromit verandert Wallace door een groentedieet 's nachts in een "weerkonijn".
- Ook de figuren van Jekyll en Hyde van Robert Louis Stevenson hebben sterke parallellen met het weerwolfverhaalmotief, al wordt Hyde in het boek geen weerwolf genoemd.
- In de film Cat People[11] (met de liedtekst door David Bowie)[12] gaat het om zwarte panters.
- In het boek Dracula van Bram Stoker komen ook intelligente wolven voor met op zijn minst de suggestie dat Dracula zich in een wolf kan veranderen. Ook in de film Van Helsing, naar de vampierjager, komen deze beide personages voor.
- Andere boeken waarin weerwolven voorkomen zijn Gebeten en Gevangen van Kelley Armstrong, de serie Anita Blake van Laurell K. Hamilton.
- De weerwolf Angoea bestaat in de boeken van Terry Pratchett.
- In de serie Twilight van Stephenie Meyer spelen weerwolven ook een belangrijke rol.
- In videospelletjes is het een populair thema, onder meer in Gabriel Knight, The Beast Within.
- In Buffy the Vampire Slayer is Oz een weerwolf, hij heeft moeite zijn krachten te onderdrukken.
- In Scooby-Doo and the Reluctant Werewolf moeten de hoofdpersonen op zoek naar een vervanger voor de oude wolfman. In Het oneindige verhaal is Gmork een weerwolf.
- In het verhaal Volle maan uit de Suske en Wiske-reeks komt ook een weerwolf voor. Ook de stripfiguur Wolfsbane uit Marvel Comics heeft veel overeenkomsten met een weerwolf (wolfsbane is de Engelse benaming voor Gele monnikskap).
- Gezelschapsspel: zie Weerwolven van Wakkerdam.
- Michael Jackson verandert in de videoclip van Thriller in een zombie en een weerwolf.
- In Harry Potter en de Gevangene van Azkaban verandert Remus Lupos in een weerwolf. Ook dooddoener Fenrir Vaalhaar is een weerwolf in de serie, dat wordt bekend in het zesde boek.
- In de clip Waking the demon van Bullet for my Valentine verandert de "hoofdrolspeler" in een weerwolf.
- In de film Teen Wolf wordt Michael J. Fox een weerwolf. De film gaat over een jongen die slecht is in basketbal. Maar dan verandert alles ten goede, wanneer hij erachter komt dat hij het kind is van een weerwolf. Vanaf dat moment is hij een geweldige basketballer en doet hij het goed bij de vrouwen. In 1987 kwam een vervolg uit, Teen Wolf Too. Hierin speelde Jason Bateman de neef van Fox.
- De boeken Sanctum en Ritus van Markus Heitz gaan ook over weerwolven. Deze twee boeken zijn gebaseerd op het Beest van Gévaudan. Markus Heitz gebruikt wel vaker weerwolven en vampieren in zijn boeken (o.a. Bloed Portaal en Kinderen van Judas).
- In De Griezelbus van Paul van Loon komen vaak weerwolven voor, alsook de gelijknamige film die hierop is gebaseerd.
- In Dolfje Weerwolfje van Paul van Loon komen diverse weerwolven voor, alsook de gelijknamige film die hierop is gebaseerd.
- In Blood & Chocolate komt een groep loup-garou uit Roemenië voor.
- In de boeken van Tisa Pescar, waaronder Alfa en Maire, spelen weerwolven de hoofdrol. Ook schrijft zij over wezens die een combinatie zijn van weerwolven en vampiers.
- In de Amerikaanse serie Teen Wolf wordt een 16-jarige jongen gebeten door een Alpha-weerwolf (een gewone wolf). Hij zit altijd op de bank tijdens Lacrosse, maar na die beet worden zijn zintuigen beter en wordt hij de aanvoerder van het team.
- Aflevering Shape-Shifters van de Netflix-serie Love, Death & Robots gaat over twee weerwolven die voor het Amerikaanse leger in Afghanistan strijden, gebaseerd op het korte verhaal On the use of shape-shifters in warfare van de Duitse auteur Marko Kloos.
- In de Canadese horrorfilmtrilogie Ginger Snaps is de weerwolf een metafoor voor de vrouwelijke puberteit.
- In de horrorroman Cycle of the Werewolf en de verfilming Silver Bullet van Stephen King gaat de gehandicapte jongen Marty Coslaw op zoek naar een weerwolf die in zijn rustige dorpje meerdere moorden pleegt.
- De animatiefilm 100% Wolf, gebaseerd op een gelijknamige roman, draait om de familie Lupin. Leden van deze familie die 14 jaar of ouder zijn veranderen bij volle maan in een weerwolf.
- Wilko, een personage uit de Studio 100-serie Nachtwacht, is een weerwolf. De rol wordt vertolkt door Giovanni Kemper.

## Afbeeldingen

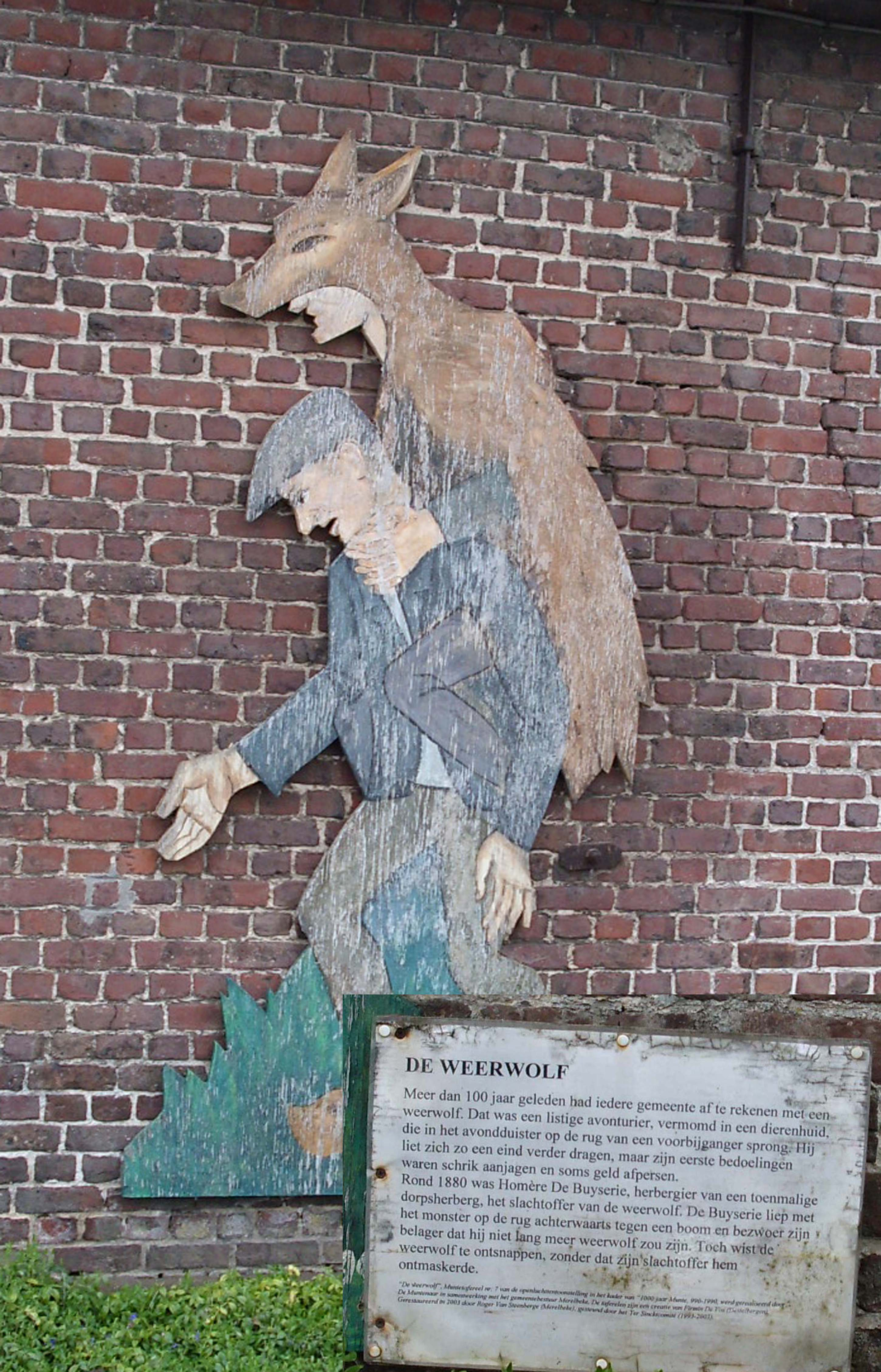
Weerwolf, België
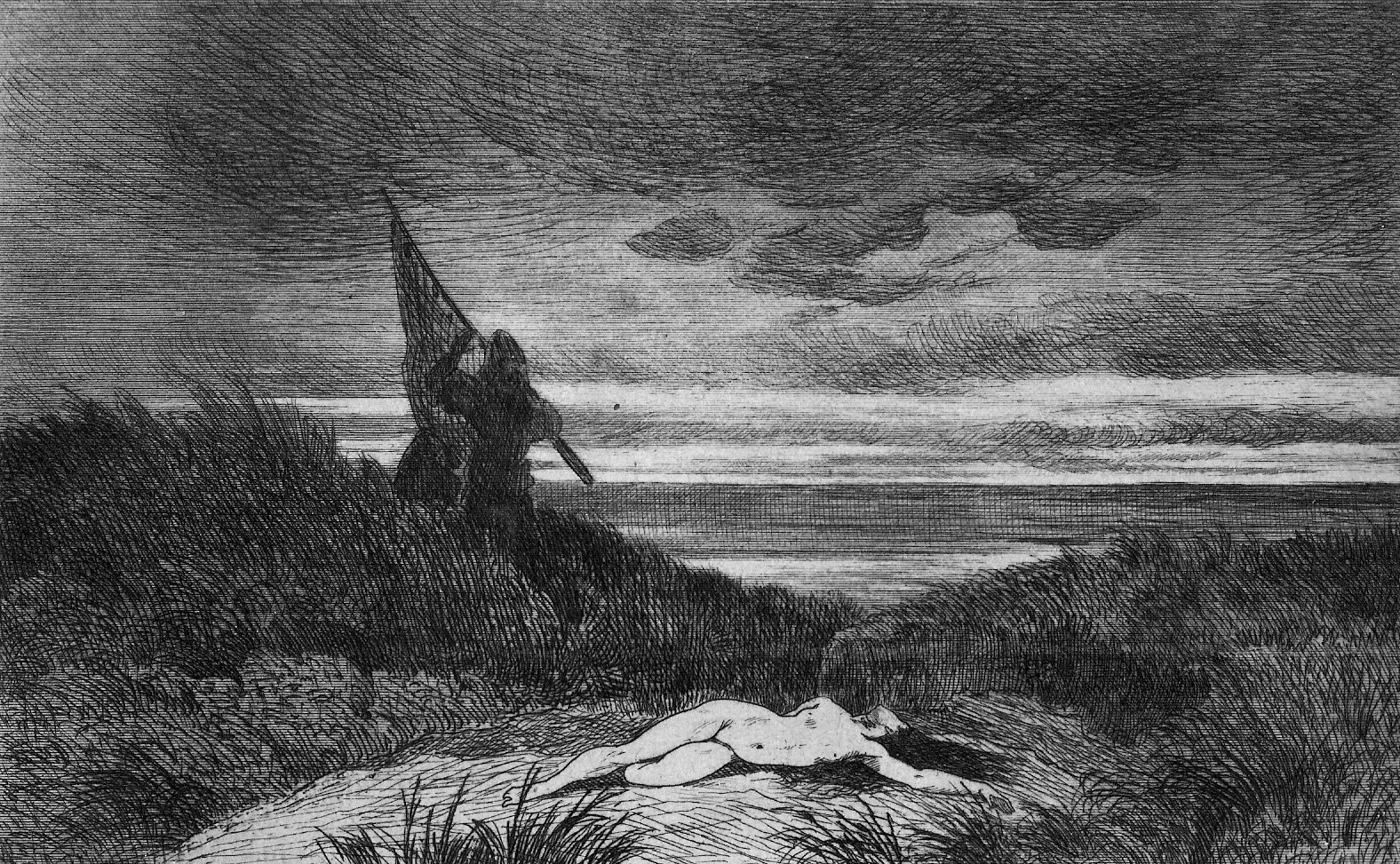
Le Werwolf door Félicien Rops
Wolfsangel en gewei op het wapen van Kirchhundem

## Literatuur

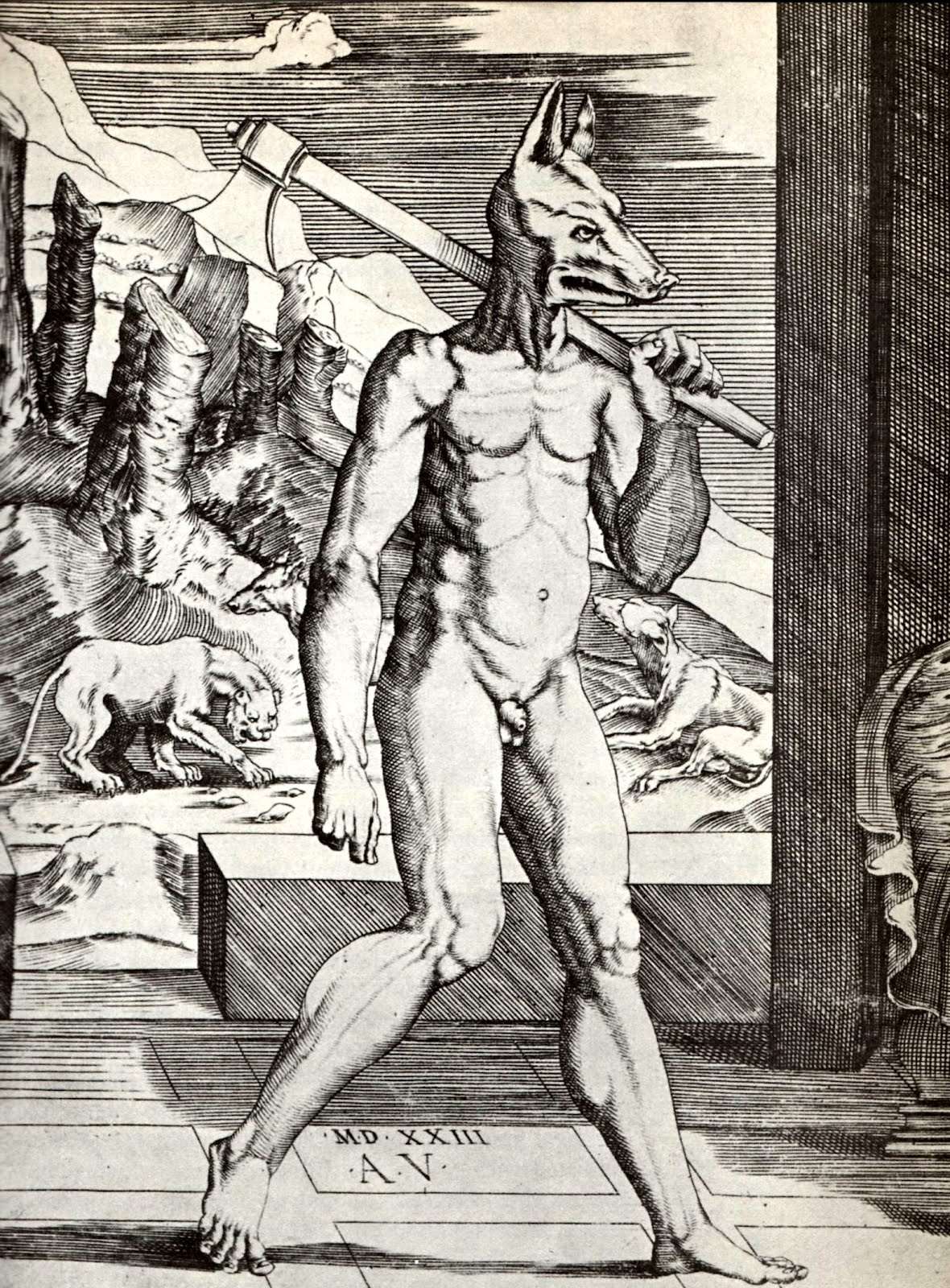
Lycaon

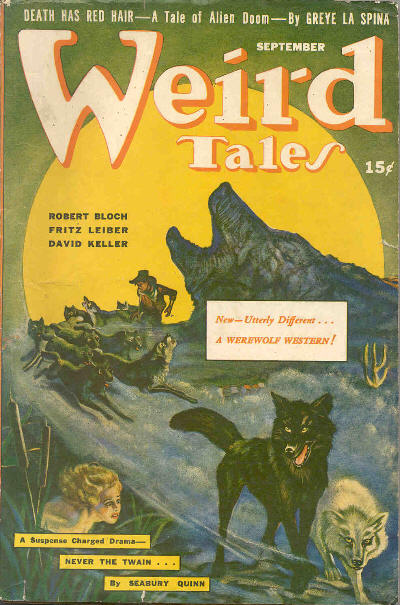
Weird Tales, 1942